# Севт III
Севт III или Севтес III (Seuthes III, на старогръцки: Σεύθης; † 300/295 пр.н.е.) е тракийски владетел от 330 пр.н.е. до 300 пр.н.е. и последният голям владетел на Одриското царство.
През есента на 2004 г. в тракийската могила Голяма Косматка край днешния град Шипка, община Казанлък, е открит запазен гроб от археолога Георги Китов, за който се смята, че е гробът на Севт III.
Тракия до голяма степен е подчинена на Древна Македония след походите на Филип II през 347 – 346 пр.н.е. и последвалото завоевание на Южна Тракия от Александър през 341 пр.н.е. След смъртта на Филип през 336 пр.н.е., тракийските племена се разбунтували срещу Александър, който провел кампания против тях и победил гетите и трибалския цар Сирм. Всички останали траки се подчиняват на Александър и изпращат бойци в неговата войска.
Севт на свой ред се разбунтува срещу управлението на македоните около 325 пр.н.е., след като Александровия управител на Зипурион бил убит в битка срещу гетите. След смъртта на Александър през 323 пр.н.е., Севт отново въоръжено се противопоставя, този път срещу новия управител Лизимах. Двамата се срещат в битка останала без победител, но в крайна сметка Севт е принуден да признае властта на Лизимах и после на царе-наследници на Александър. През 320 пр.н.е., Севт III обособява Одриското царство повече към централната Тракия и построява своята столица Севтополис, като се жени повторно за Береника между 315 – 310 пр.н.е. През 313 пр.н.е. той поддържа Антигон I във война срещу Лизимах, блокирайки проходите на планината Хемус срещу своя господар, но отново бива победен и е принуден да се покори.
Той има най-малко 6 сина: 2-ма от първия му брак  с Гонимасе (Котис и Ребулас) и 4-ма от втория му брак с Береника (Хебризелм II, Терес IV, Садок и Садалас I).